# 日本農業賞
日本農業賞（にほんのうぎょうしょう、日本放送協会アナウンサーにおいてのみ“にっぽん―”）とは、全国農業協同組合中央会（JA全中）、都道府県農協中央会（JA都道府県中央会）と日本放送協会（NHK）の主催により、農業経営や技術の改革と発展に意欲的にとりくんでいる農業者と営農集団を表彰しているもの。
1971年（昭和46年）から、年1回開催されている。
授賞式はNHKホールで開かれる。ただし2010年度は東日本大震災の影響で2011年度と合同、2019年度も新型コロナの影響で2020年度と合同で表彰式が実施された。